# Бекташ (селище)
Бекташ (рос. Бекташ) — селище у Куйбишевському районі Новосибірської області Російської Федерації.
Входить до складу муніципального утворення Камська сільрада. Населення становить 23 особи (2010).

## Історія
Згідно із законом від 2 червня 2004 року органом місцевого самоврядування є Камська сільрада.

## Населення
| 2002 | 2007 | 2010 |
| ---- | ---- | ---- |
| 33   | →33  | ↘23  |